# Ранна мелнишка лоза
Ранна мелнишка лоза или Мелник 55 е хибриден винен сорт грозде, кръстоска на Широка Мелнишка лоза със смесен прашец от сортовете Дюриф, Жюрасон и Валдигие.
Разпространен е единствено в района на Сандански и Катунци. През 2005 г. от Агробиоинститут София е проведено изследване посредством ДНК маркери за установяване на родителските сортове за кръстоската. Изследването посочи кръстоска между Широка мелнишка лоза и Валдиге.
Подходящи за сорта са хумосно-карбонатните почви или песъчливо глинестите, по-топли почви. Сравнително устойчив сорт на ниски зимни температури. Лозите са чувствителни към мана и оидиум. Гроздето е устойчиво на сиво гниене.
Сортът е среднозреещ. Гроздето узрява около 20 – 25 септември. Лозите са силно растящи, с много добра родовитост и добив. Добивът е около 1500 кг/дка. Гроздът е средно голям, цилиндрично-коничен или крилат с едно крило, сбит до полусбит. Зърното е средно едро, овално, сочно. Ципата е дебела, тъмносиня, с точици.
От сорта се приготвят вина с наситен рубинен цвят, богат аромат и потенциал за отлежаване.